# Вільям Ларкін
Вільям Ларкін (англ. William Larkin; 1580 — 1619) — англійський художник-портретист початку XVII століття.

## Історія вивчення
Достеменно біографія художника залишається невідомою. Так, невідомі точено день, місяць і рік народження Вільяма Ларкіна. Відомо лише, що він народився у Лондоні, а рік його народження відраховують від 1580 року або трохи пізніше.
До середини XX століття було відоме лише його ім'я, але жодного достеменного твору митця не знали. 1952 року Джеймс Ліс-Мілн відніс до творів художника два портрети аристократів олійними фарбами на міді (лорд Герберт Шербері та сер Томас Люсі ІІІ). Дослідження портретів виявили, що колись вони були прямокутними і пізніше їх зробили овальними. Розчистка портретів виявила залишки підпису Вільяма Ларкіна. Додатковим доказом авторства була згадка про роботу Ларкіна у автобіографії Герберт Шербері.
Згадка про художника Ларкіна була знайдена також у щоденнику леді Енн Кліффррд, дружини графа Дорсета. Портретист працював також для лорда Ретленда та для Френсіс Карр, графині Сомерсет (її портрет знайдений у інвентарі картинної галереї часів XVII століття).
Відомо також, що в портретній галереї графа Саффолка було дев'ять портретів роботи Вільяма Ларкіна. Цей комплект портретів відомий нині як колекція Саффолка і передана на експонування у Кенвуд-хаус.
Увага до творів Ільяма Ларкіна де ще й тому, що його твори приписували пензлям Ісаака Олівера, не останнього художника і сучасника Ларкіна. Хоча не відомо,чи мав митець замови від королівської родини, хоча це не вважають зараз вищим щаблем визнання.

## Дещо про родину художника
Вільям Ларкін мешкав в районі Лондона Ньюгейт. Був одружений і мав трьох дітей — дві доньки і сина. На рік смерті батька живою була лише одна донька.
Точної дати смерті художника невідомо, позаяк були знищені реєстраційні книги під час пожежі у Лондоні 1666 року. Поховання відбулося навесні 1619 року.

## Вибрані твори (галерея)

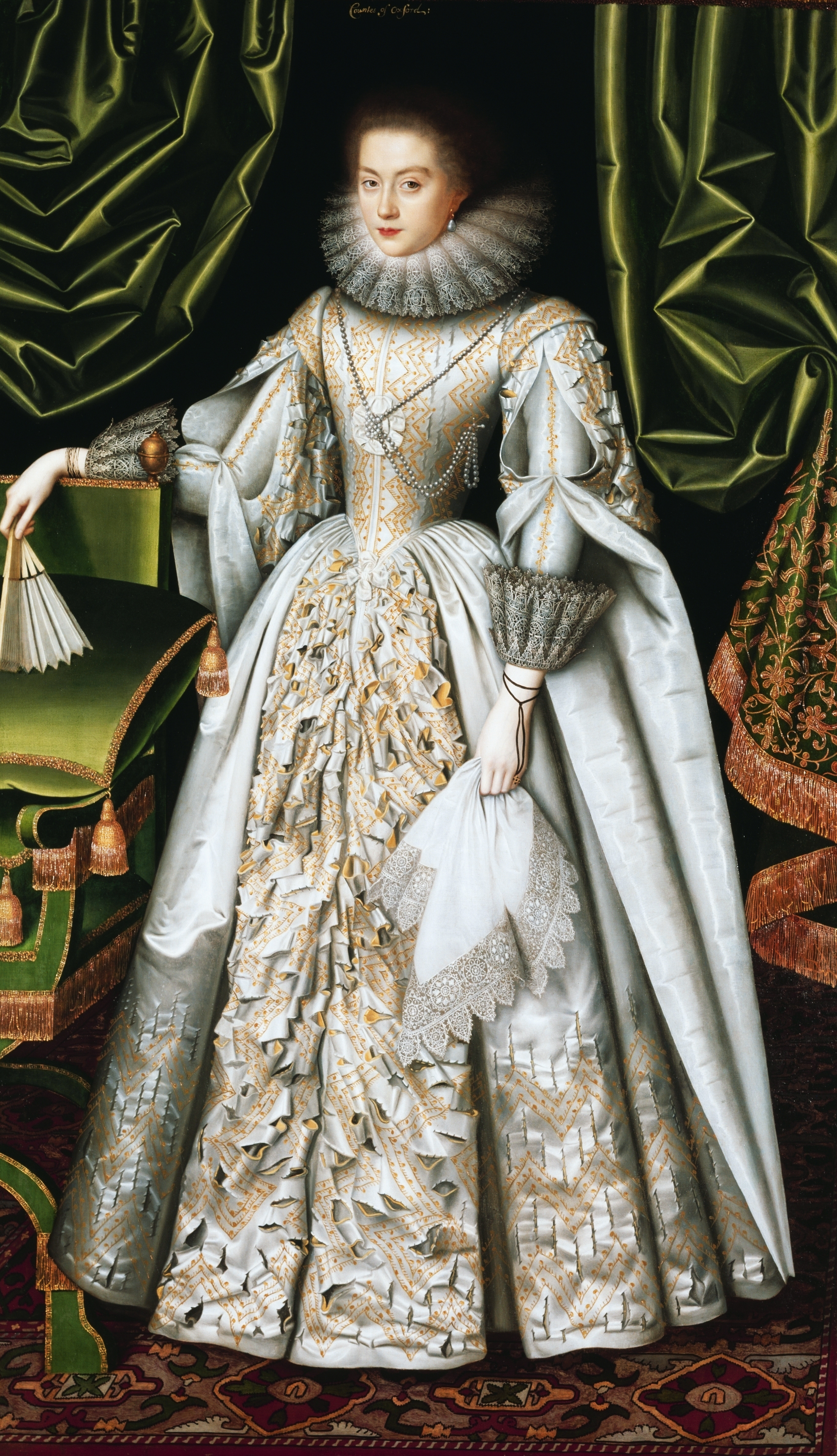
Вільям Ларкін. «Діана Сесіл», бл. 1614 року.

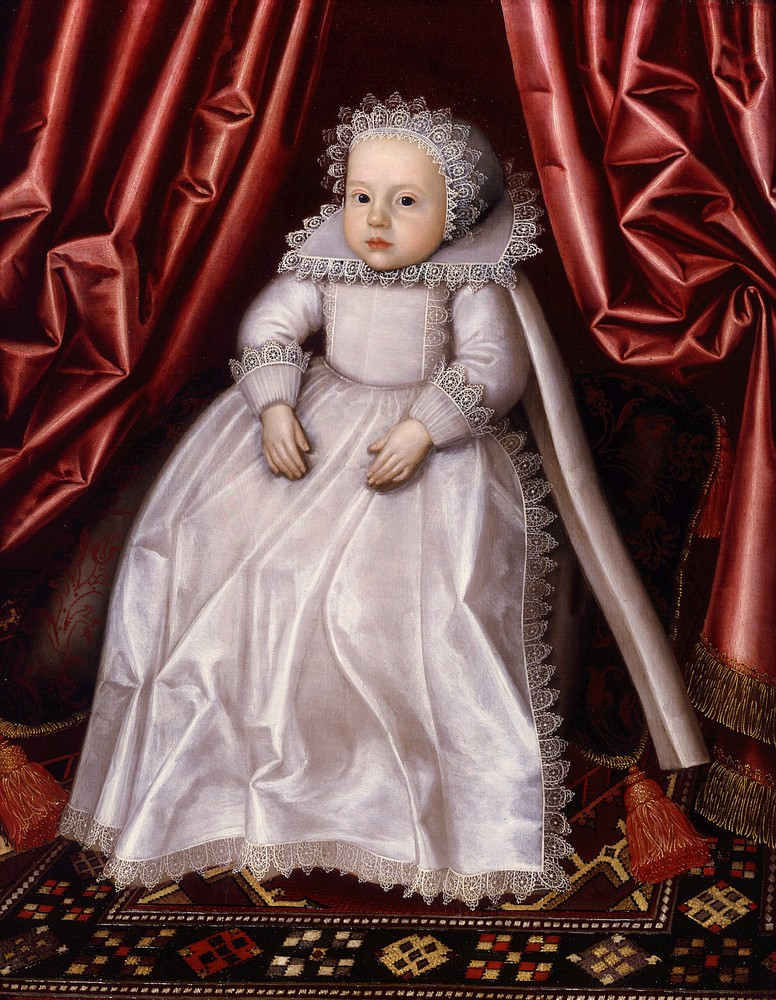
Вільям Ларкін. «Портрет дівчинки з аристократичної родини», 1615 р.
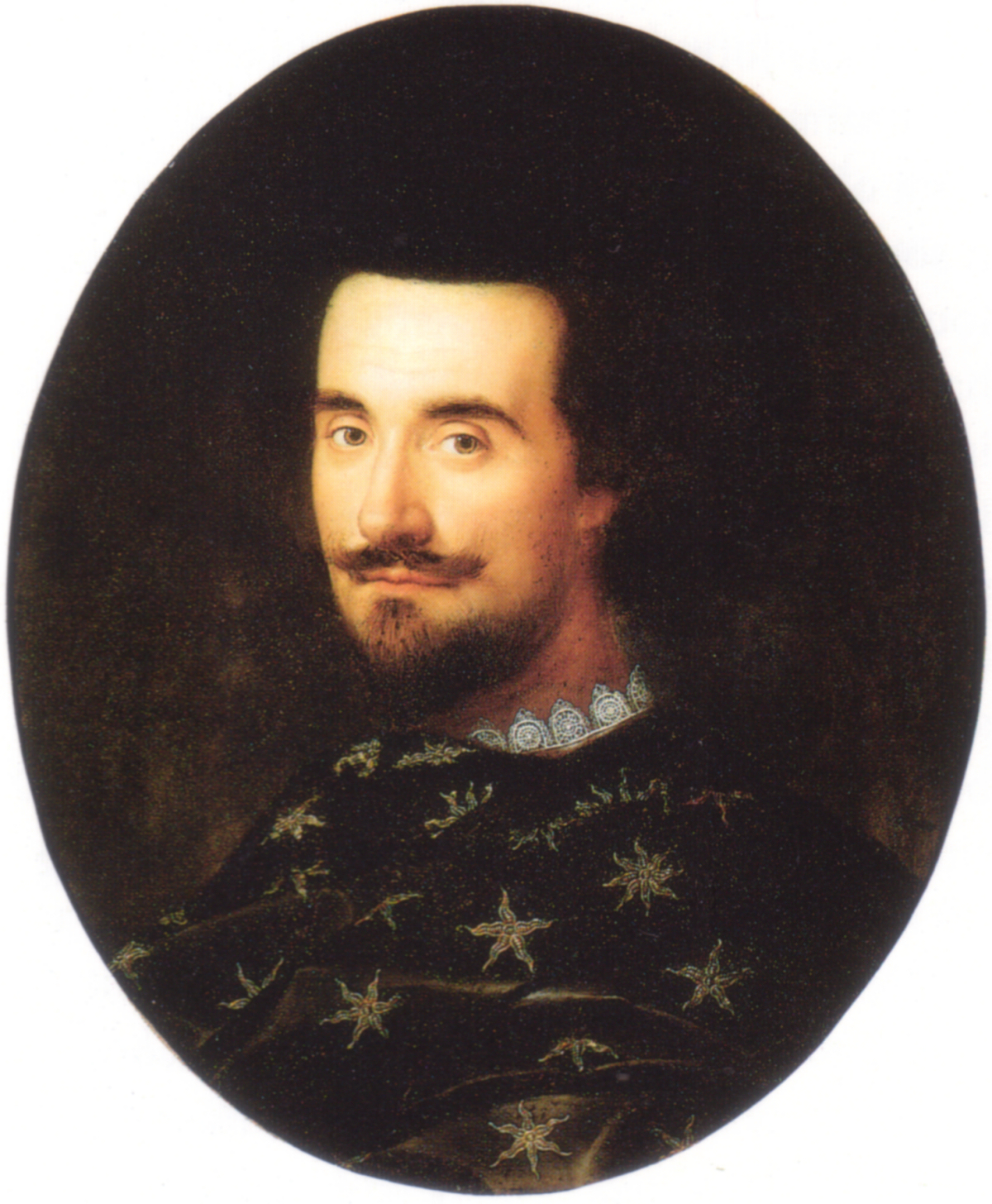
Вільям Ларкін. «Едвард, 1-й барон Герберт Шербері», до 1610 р.
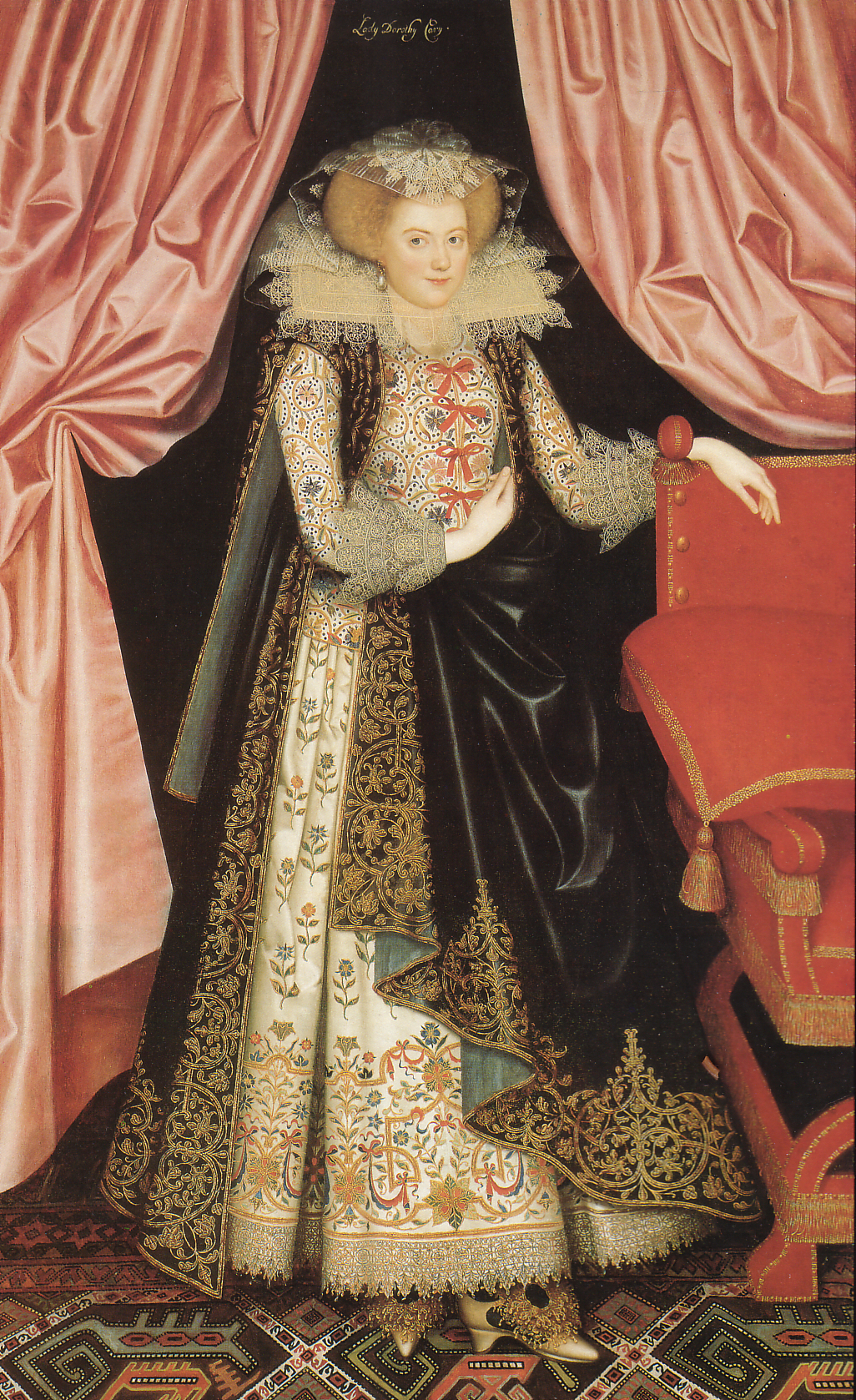
Вільям Ларкін. Можливо «Дороті Кері», Колекція Саффолка, Кенвуд-хаус
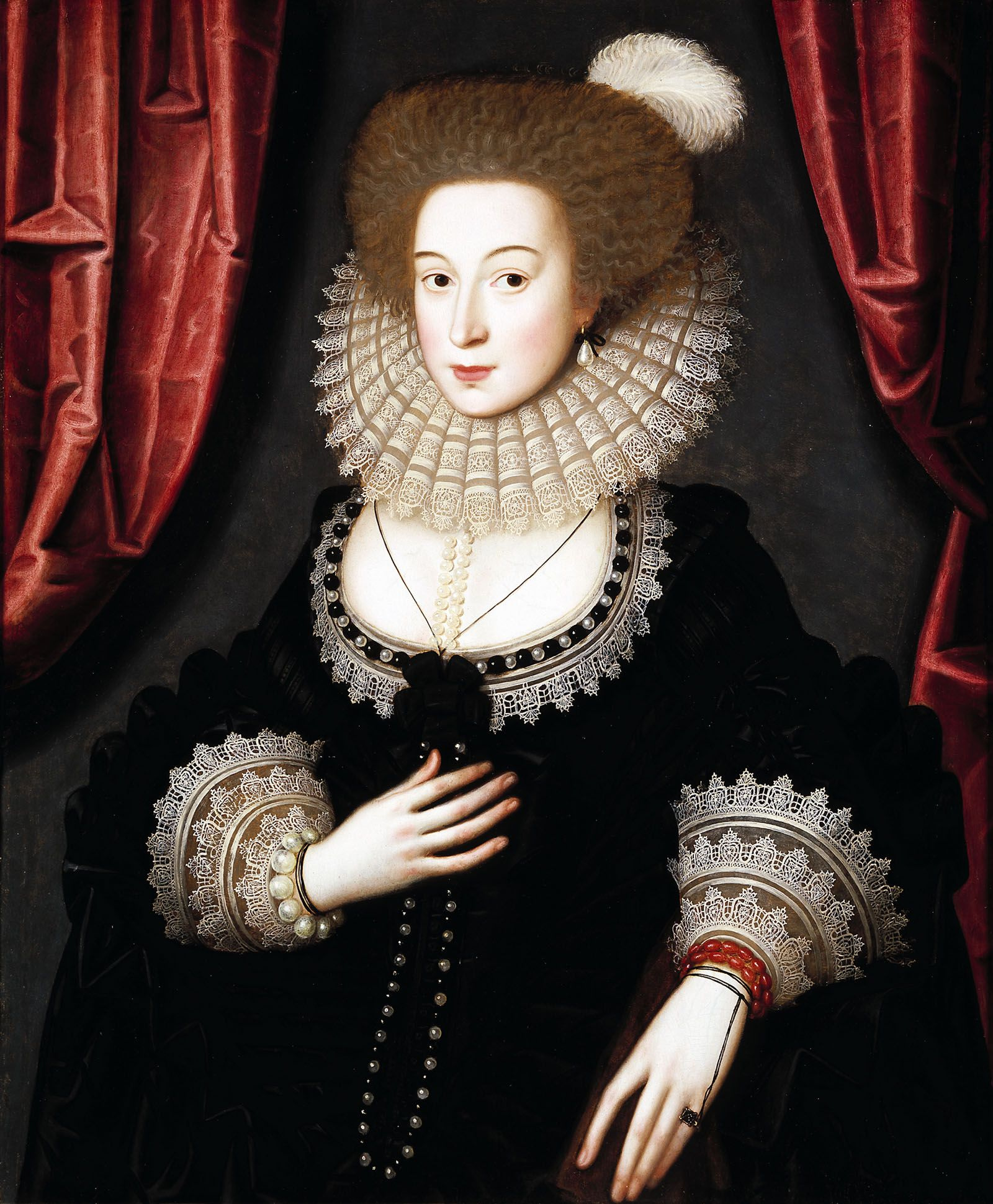
Вільям Ларкін. «Мері Радкліф»